# Coupe de Russie de football 1993-1994
Navigation
Coupe de Russie 1992-1993 Coupe de Russie 1994-1995
La Coupe de Russie 1993-1994 est la 2e édition de la Coupe de Russie depuis la dissolution de l'URSS.
Le Spartak Moscou remporte la compétition face au CSKA Moscou et se qualifie pour le premier tour de la Coupe des coupes 1994-1995.
La compétition suivant un calendrier sur deux années, contrairement à celui des championnats russes qui s'inscrit sur une seule année, celle-ci se trouve de fait à cheval entre deux saisons de championnat ; ainsi pour certaines équipes promues ou reléguées durant la saison 1993, la division indiquée peut varier d'un tour à l'autre.

## Huitièmes de finale
| Date            | Club                          | Score    | Club                          |
| --------------- | ----------------------------- | -------- | ----------------------------- |
| 17 juillet 1993 | Dynamo Moscou (D1)            | 2 - 0    | (D3) Torpedo Arzamas          |
| 17 juillet 1993 | Rotor Volgograd (D1)          | 5 - 0    | (D3) Irgiz Balakovo           |
| 1er août 1993   | Spartak Vladikavkaz (D1)      | 6 - 0    | (D3) Bechtaou Lermontov       |
| 1er août 1993   | Asmaral Moscou (D1)           | 1 - 2    | (D1) CSKA Moscou              |
| 2 août 1993     | Rostselmach Rostov (D1)       | 1 - 2    | (D2) Gekris Novorossiisk      |
| 2 août 1993     | Lokomotiv Moscou (D1)         | 2 - 1 ap | (D2) Saturn Saint-Pétersbourg |
| 2 août 1993     | Kamaz Naberejnye Tchelny (D1) | 6 - 0    | (D2) Metallourg Krasnoïarsk   |
| 14 août 1993    | Spartak Moscou (D1)           | 5 - 0    | (D3) Metallourg Novotroïtsk   |

## Quarts de finale
| Date          | Club                            | Score              | Club                     |
| ------------- | ------------------------------- | ------------------ | ------------------------ |
| 13 avril 1994 | Tchernomorets Novorossiisk (D1) | 0 - 2              | (D1) Spartak Vladikavkaz |
| 13 avril 1994 | Lokomotiv Moscou (D1)           | 2 - 2 ap 3 - 4 tab | (D1) CSKA Moscou         |
| 13 avril 1994 | Rotor Volgograd (D2)            | 0 - 1              | (D1) Dynamo Moscou       |
| 23 avril 1994 | Kamaz Naberejnye Tchelny (D1)   | 0 - 1              | (D1) Spartak Moscou      |

## Demi-finales
| Date       | Club               | Score              | Club                     |
| ---------- | ------------------ | ------------------ | ------------------------ |
| 6 mai 1994 | Dynamo Moscou (D1) | 0 - 1              | (D1) Spartak Moscou      |
| 6 mai 1994 | CSKA Moscou (D1)   | 1 - 1 ap 5 - 3 tab | (D1) Spartak Vladikavkaz |

## Finale
| Titulaires :   |                        |      |
|                |                        |      |
|                | Gintaras Staučė        |      |
|                | Ramiz Mamedov          | 63e  |
|                | Dmitri Khlestov        |      |
|                | Vladislav Ternavski    |      |
|                | Yuriy Nykyforov        | 118e |
|                | Ilya Tsymbalar         |      |
|                | Viktor Onopko          |      |
|                | Valeri Karpine         | 104e |
|                | Andrei Piatnitski      |      |
|                | Igor Lediakhov         |      |
|                | Vladimir Bestchastnykh |      |
|                |                        |      |
| Remplaçants :  |                        |      |
|                | Valeri Massalitine     | 63e  |
|                | Dmitri Alenitchev      | 104e |
|                | Sergueï Tchoudine      | 118e |
|                |                        |      |
| Entraîneur :   |                        |      |
| Oleg Romantsev |                        |      |

| Titulaires :    |                     |      |
|                 |                     |      |
|                 | Ievgueni Plotnikov  |      |
|                 | Alekseï Gouchtchine |      |
|                 | Mikhaïl Kouprianov  |      |
|                 | Dmitri Bystrov      |      |
|                 | Vassili Ivanov      |      |
|                 | Ievgueni Bushmanov  |      |
|                 | Iouri Antonovitch   |      |
|                 | Denis Machkarine    |      |
|                 | Vladislav Radimov   | 106e |
|                 | Vladimir Tatarchouk | 46e  |
|                 | Ilshat Faïzouline   | 82e  |
|                 |                     |      |
| Remplaçants :   |                     |      |
|                 | Valeri Broshine     | 63e  |
|                 | Alekseï Bobrov      | 83e  |
|                 | Aleksandr Grichine  | 101e |
|                 |                     |      |
| Entraîneur :    |                     |      |
| Boris Kopeïkine |                     |      |

| Titulaires :   |                        |      |
|                |                        |      |
|                | Gintaras Staučė        |      |
|                | Ramiz Mamedov          | 63e  |
|                | Dmitri Khlestov        |      |
|                | Vladislav Ternavski    |      |
|                | Yuriy Nykyforov        | 118e |
|                | Ilya Tsymbalar         |      |
|                | Viktor Onopko          |      |
|                | Valeri Karpine         | 104e |
|                | Andrei Piatnitski      |      |
|                | Igor Lediakhov         |      |
|                | Vladimir Bestchastnykh |      |
|                |                        |      |
| Remplaçants :  |                        |      |
|                | Valeri Massalitine     | 63e  |
|                | Dmitri Alenitchev      | 104e |
|                | Sergueï Tchoudine      | 118e |
|                |                        |      |
| Entraîneur :   |                        |      |
| Oleg Romantsev |                        |      |

| Titulaires :    |                     |      |
|                 |                     |      |
|                 | Ievgueni Plotnikov  |      |
|                 | Alekseï Gouchtchine |      |
|                 | Mikhaïl Kouprianov  |      |
|                 | Dmitri Bystrov      |      |
|                 | Vassili Ivanov      |      |
|                 | Ievgueni Bushmanov  |      |
|                 | Iouri Antonovitch   |      |
|                 | Denis Machkarine    |      |
|                 | Vladislav Radimov   | 106e |
|                 | Vladimir Tatarchouk | 46e  |
|                 | Ilshat Faïzouline   | 82e  |
|                 |                     |      |
| Remplaçants :   |                     |      |
|                 | Valeri Broshine     | 63e  |
|                 | Alekseï Bobrov      | 83e  |
|                 | Aleksandr Grichine  | 101e |
|                 |                     |      |
| Entraîneur :    |                     |      |
| Boris Kopeïkine |                     |      |